# Jundrov
Jundrov (německy Jundorf, v hantecu Jobsko) je městská čtvrť na západě statutárního města Brna. Její katastrální území má rozlohu 4,15 km². Původně samostatná obec byla k Brnu připojena v roce 1919, od 24. listopadu 1990 je většina katastru součástí samosprávné městské části Brno-Jundrov. Malá jižní část katastrálního území Jundrova se zahrádkami spadá do městské části Brno-Kohoutovice. Žije zde přibližně 4000 obyvatel.
Rozkládá se na pravém břehu Svratky.

## Název
Původní jméno vesnice znělo Judendorf ("Židovská ves"). České jméno se vyvinulo z německé zkrácené podoby Jundorf, doložené od 17. století.

## Charakteristika čtvrti
Zhruba polovina katastru Jundrova je zalesněná. Lesy pokrývají celou západní a střední část katastru. Zástavba Jundrova, nacházející se ve východní části katastru v blízkosti Svratky na úpatí několika dobře viditelných zalesněných kopců, má charakter větší vesnice až malého města. V jižní a severovýchodní části katastru se nacházejí zahrádky s mnoha chatami.

## Sousední katastrální území
Katastrální území Jundrov sousedí na jihozápadě s Žebětínem, na jihu s Kohoutovicemi a Pisárkami, na východě s Žabovřeskami a Komínem, na severu s Komínem, na severozápadě s Bystrcí.

## Historický přehled

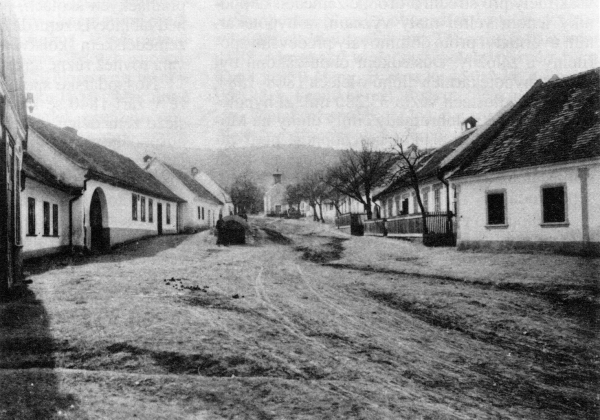
Náves v Jundrově na konci 19. století

K Brnu byl celý jundrovský katastr připojen 16. dubna 1919. Do té doby se jednalo o samostatnou obec v politickém okrese Brno-venkov. Až do reambulace Brna z let 1966–1969 mělo katastrální území Jundrov poněkud odlišné hranice než má dnes. Malá část území na severu zahrnující část lesa a některé zahrádky náležely ke katastru Komína, naopak k Jundrovu náležela severozápadní část moderního katastru Pisárek, zahrnující ulice Veslařská, Antonína Procházky a část ulice Libušino údolí, dále pak pozemky na levém břehu Svratky ohraničené na východě přibližně Kníničskou ulicí, které dnes náležejí ke Komínu. O něco kratší dobu náležela k Jundrovu také malá část moderního katastru Žabovřesek.
Pokud jde o správní postavení působil v Jundrově do roku 1939 místní výbor, v letech 1939–1945 jen místní úřadovna. V letech 1945–1946 měl Jundrov v rámci Brna samostatný místní národní výbor. Od 1. ledna 1947 pak tvořil celý jundrovský katastr součást městského obvodu Brno III. 1. října 1949 byl pak tento obvod zrušen, a většina Jundrova začleněna do městského obvodu Brno VI, zatímco podstatně menší jižní část katastru, zahrnující Libušino údolí a část Veslařské ulice, byla součástí městského obvodu Brno V. Když pak byla v Brně roku 1954 provedena další správní reforma, bylo rozdělení Jundrova na tyto dvě části zachováno v naprosto nezměněné podobě. Rozdílné byly městské obvody pod které tyto části náležely: větší severní část náležela k městskému obvodu Brno VII, zatímco menší jižní část k městskému obvodu Brno I. Rozdělení na obě části i administrativní příslušnost zůstala zachována i při správní reformě z roku 1957. 1. července 1960 pak při další správní reformě došlo ke změně administrativní příslušnosti větší severní části Jundrova, neboť byl dosavadní městský obvod Brno VII připojen k městskému obvodu Brno II. Později v 60. letech došlo jen k menší úpravě obvodní hranice mezi oběma částmi Jundrova, z níž se pak při druhé katastrální reformě Brna stala hranice mezi nově vymezeným katastrálním územím Jundrov a nově vzniklým katastrálním územím Pisárky, do níž byla začleněna dosavadní menší jižní část jundrovského katastru. Po sametové revoluci rozhodli nově zvolení brněnští představitelé o tom, že stávající městské obvody budou zrušené a nahrazené samosprávnými městskými částmi. 24. listopadu 1990 byla na území jundrovského katastru, v hranicích z doby druhé katastrální reformy, ustavena moderní samosprávná městská část Brno-Jundrov. 25. srpna 1995 pak představitelé městské části Brno-Jundrov podepsali s představiteli sousední městské části Brno-Kohoutovice dohodu o úpravě hranice mezi oběma městskými částmi. Od té doby trvá současné správní rozdělení moderního jundrovského katastru.

## Obyvatelstvo
| 1869 | 1880 | 1890 | 1900  | 1910  | 1921  | 1930  | 1950  | 1961  | 1970  | 1980  | 1991  | 2001  | 2011  | 2021  |
| ---- | ---- | ---- | ----- | ----- | ----- | ----- | ----- | ----- | ----- | ----- | ----- | ----- | ----- | ----- |
| 478  | 583  | 710  | 1 090 | 1 717 | 2 142 | 2 785 | 3 158 | 2 168 | 2 035 | 4 488 | 3 630 | 3 725 | 4 034 | 4 458 |

## Sport
Tradičním sportem je fotbal, novodobá historie jundrovské kopané se začala psát v roce 1958, úplné počátky však sahají až do roku 1924.